# آندره‌آ (خواننده مقدونیه‌ای)
آندره‌آ (به انگلیسی: Andrea) (زاده ۱۴ فوریهٔ ۲۰۰۰) خواننده مقدونیه‌ای است.
او نماینده مقدونیه در یوروویژن ۲۰۲۲ بود.